# Wilmersdorf
Pronunciação
Wilmersdorf foi um povoado que ficava perto de Berlim. Em 1920 Wilmersdorf, se tornou um borough da Grande Berlim. Em 2001, se tornou borough de Charlottenburg-Wilmersdorf.